# Kill 'Em All
„Kill 'Em All“ е дебютен студиен албум на американската траш метъл група Металика, записан през май 1983 и издаден по-късно същата година. Първоначално е кръстен „Metal Up Your Ass“, но звукозаписната компания отказва да издаде албум с подобно име. „Kill 'Em All“ е един от най-важните албуми в историята на рок музиката. Това е албумът, който дава на света стила траш. Бързи и тежки китарни рифове, изцяло в стил на Металика, в комбинация с креативността на групата и някои иновативни хрумвания, създават предпоставки за развитието на съвсем нов стил в метъла. В „Kill 'Em All“ басът е изнесен на значително по-предна позиция от когато и да било, като освен това има доста по-главна роля в музикалната структура на песните. Албумът включва и цял бас-инструментал ((Anesthesia) Pulling Teeth), написан изцяло от Клиф Бъртън. През 80-те години списанията Metal Hammer и Kerrang определят този албум, като Speed Metal. Дори сочат Metallica, като един от основните създатели на този стил. Цитат: „В началото на 80-те години развяха знамената на спийд метъла“. В техните публикации относно Металика към този и следващите три албума се споменава Speed Metal.
В сравнение с бъдещите албуми, „Kill 'Em All“ звучи сурово и натурално, вокалите на Хетфийлд са недоизваяни и леко стерилно звучащи, а текстовете все още не особено задълбочени. Което не пречи албумът да звучи свежо, a песента Seek and Destroy да се превърне в един от символите на цялостното творчесво на Металика и на метъл музиката изобщо.
За албума допринася и бившият китарист Дейв Мъстейн, който взима участие в написването на четири от песните, но е изгонен от групата преди те да бъдат записани в студио. В откриващото парче Hit the Lights (което е и първата записана официална песен) участие има и първият басист на Металика Макговни.
Първоначално албумът включва кавърите Blitzkrieg и Am I Evil?, но впоследсвие са премахнати и добавени към излезлия през 1987 LP „Garage Inc. Revisited“, а по-късно и в излезлия през 1999 двоен диск „Garage Inc. Re-Revisited“.
На обложката е показана локва кръв, излизаща от тъпата страна на чук, символизирайки страстта към мъчението и убийството.

## Песни
| Kill 'Em All | Kill 'Em All                                | Kill 'Em All | Kill 'Em All | Kill 'Em All | Kill 'Em All | Kill 'Em All | Kill 'Em All | Kill 'Em All | Kill 'Em All |
| №            | Име                                         | Време        |              |              |              |              |              |              |              |
| ------------ | ------------------------------------------- | ------------ | ------------ | ------------ | ------------ | ------------ | ------------ | ------------ | ------------ |
| 1.           | Hit the Lights                              | 4:16         |              |              |              |              |              |              |              |
| 2.           | The Four Horsemen                           | 7:13         |              |              |              |              |              |              |              |
| 3.           | Motorbreath                                 | 3:08         |              |              |              |              |              |              |              |
| 4.           | Jump in the Fire                            | 4:41         |              |              |              |              |              |              |              |
| 5.           | (Anesthesia) – Pulling Teeth (инструментал) | 4:15         |              |              |              |              |              |              |              |
| 6.           | Whiplash                                    | 4:10         |              |              |              |              |              |              |              |
| 7.           | Phantom Lord                                | 5:02         |              |              |              |              |              |              |              |
| 8.           | No Remorse                                  | 6:26         |              |              |              |              |              |              |              |
| 9.           | Seek & Destroy                              | 6:55         |              |              |              |              |              |              |              |
| 10.          | Metal Militia                               | 5:09         |              |              |              |              |              |              |              |
| 51:15        |                                             |              |              |              |              |              |              |              |              |

## Сингли
- „Jump in the Fire“ (1984) – съдържа още live–изпълнения на Seek and Destroy и Phantom Lord.
- „Whiplash“ (1985) – издаден само в САЩ, съдържа Jump In The Fire, Whiplash (Special Neckbrace remix), Seek And Destroy и Phantom Lord.

### Състав
- Джеймс Хетфийлд – вокали и китара
- Кърк Хамет – соло китара
- Ларс Улрих – барабани
- Клиф Бъртън – бас китара

### Персонал
- Jon Zazula – главен продуцент
- Paul Curcio – продуцент
- Chris Bubacz – записи
- Andy Wroblewski – записи
- Bob Ludwig – мастеринг

## Чарт постижения
| Година | Чарт    | Позиция |
| ------ | ------- | ------- |
| 1986   | Билборд | #120    |